# Joseph Horatio Anderson
Joseph Horatio Anderson (... – Annapolis, 1778) è stato un architetto statunitense, attivo ad Annapolis, nella provincia del Maryland verso la fine del XVIII secolo. Non si hanno molte notizie della sua vita.

## Carriera
Progettò diverse strutture, tra cui la seconda chiesa di Sant'Anna, la Whitehall, e probabilmente la terza e attuale Maryland State House.
Nonostante Anderson si considerasse un bravo architetto, il suo progetto ottagonale per la cupola della Maryland State House venne ritenuto contrario a tutte le regole dell'architettura, e per questo venne successivamente sostituito.
Nel 1770, Anderson inviò una lettera all'Università Brown in cui offriva la sua disponibilità e esperienza per la costruzione del nuovo edificio del college, che però arrivò solo dopo l'inizio dei lavori.

## Galleria d'immagini

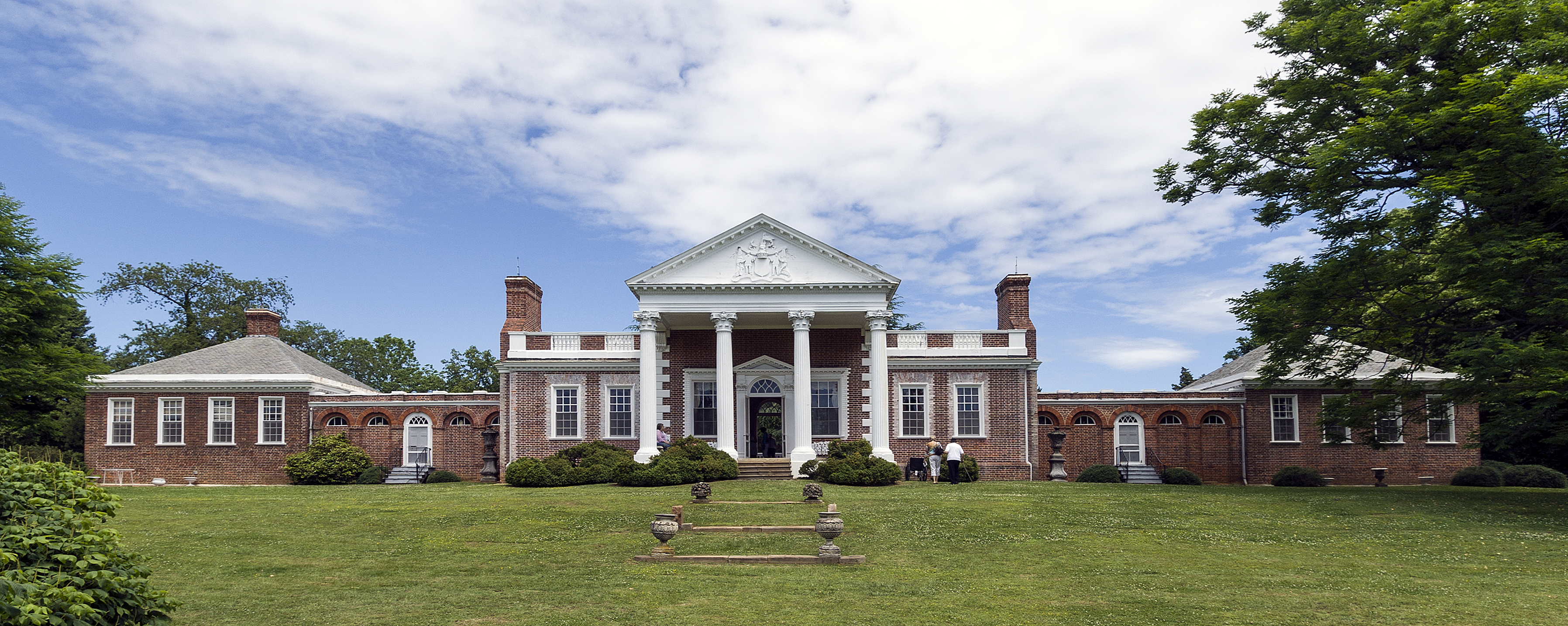
Whitehall (1764)
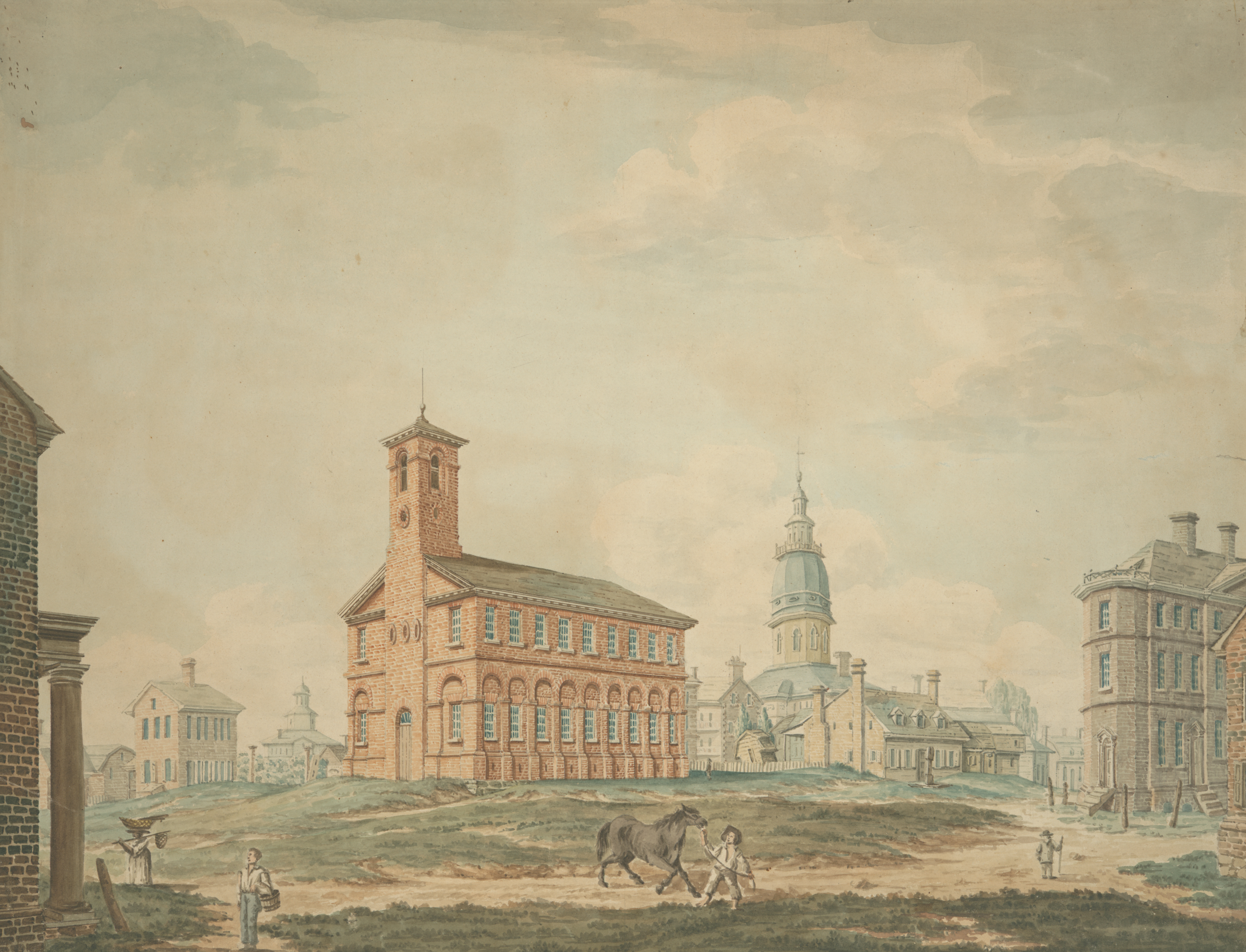
Seconda chiesa di Sant'Anna (costruita nel 1792)
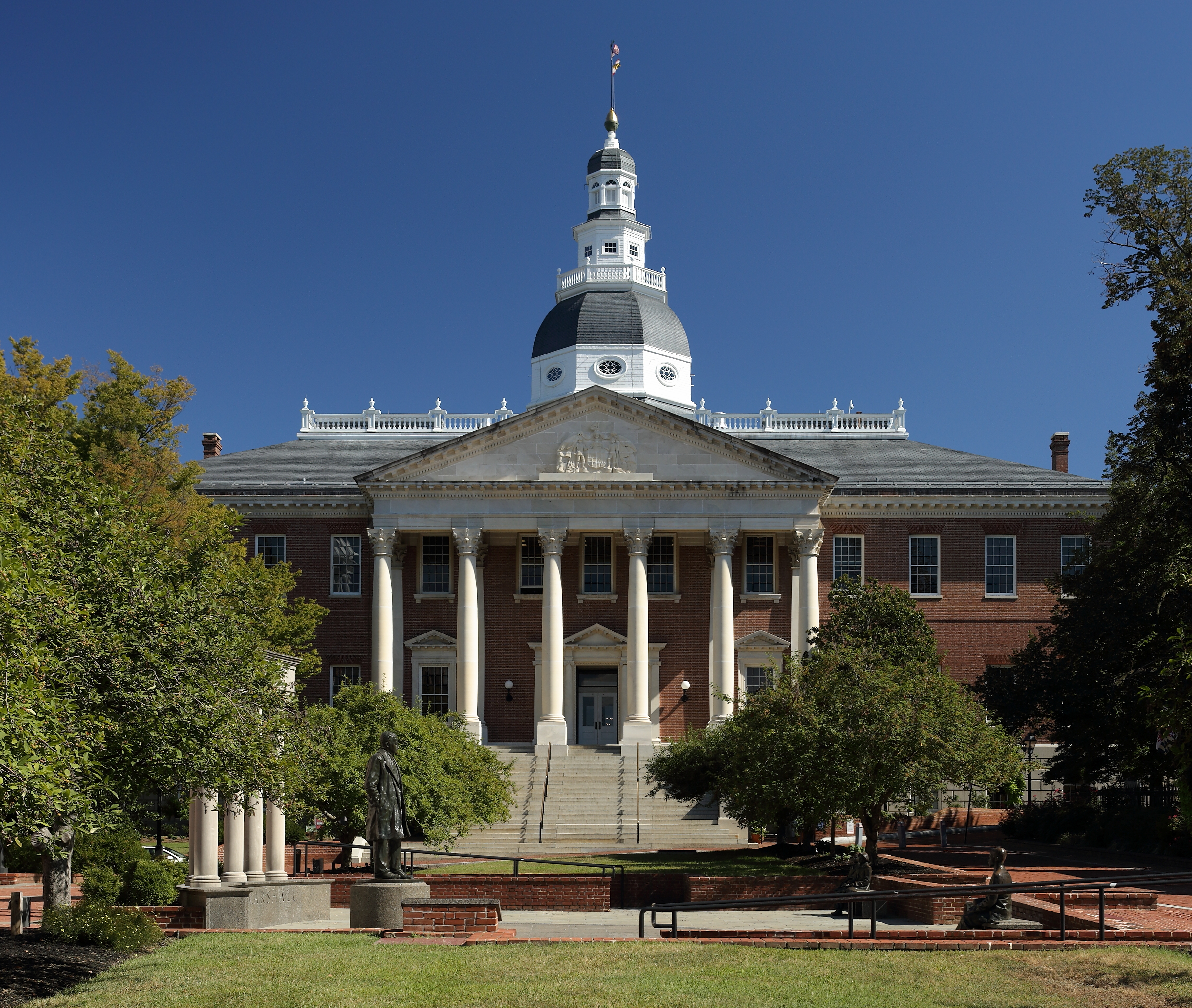
Maryland State House (1772)